# Mathias Schneid

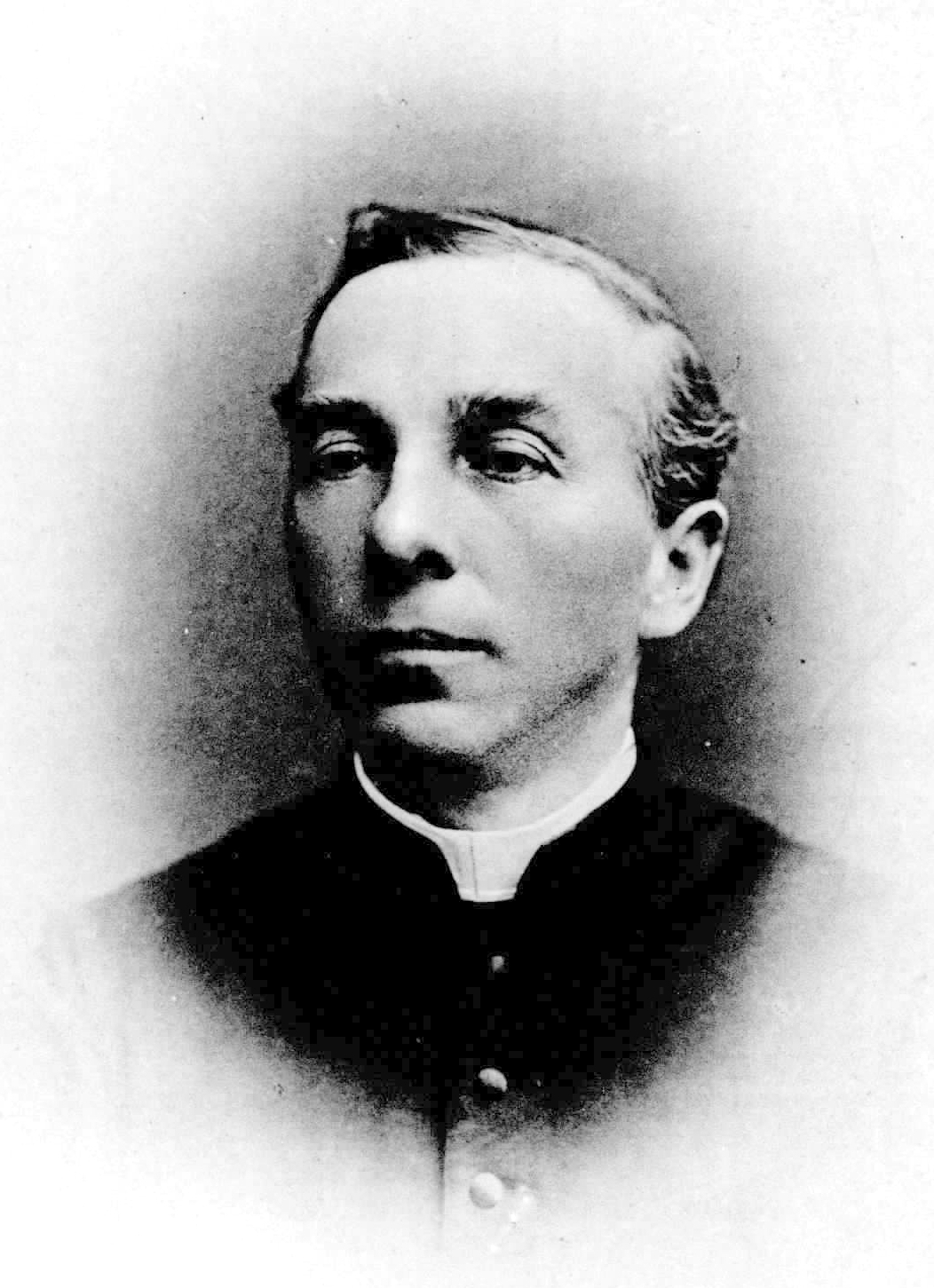
Mathias Schneid

Mathias Schneid (* 31. Juli 1840 in Wemding, Bayern; † 12. Dezember 1893 in Eichstätt) war ein deutscher Philosoph. Er war von 1871 bis 1893 Professor  am Lyzeum Eichstätt.

## Leben
Nach dem Abitur am Humanistischen Gymnasium in Eichstätt studierte Mathias Schneid dort Theologie. 1865 zum Priester geweiht, wurde er 1867 Präfekt des Bischöflichen Knabenseminars, 1869  Dozent und 1872 Professor für Philosophie am  Bischöflichen Lyzeum Eichstätt. Von 1885 bis 1893 war er zudem  Regens des Eichstätter Priesterseminars und Rektor des Lyzeums, von 1891 bis 1893 zugleich Domkapitular im Bistum Eichstätt.
1875 war Schneid an der Universität Freiburg/Breisgau zum Dr. phil. promoviert worden.
1892 gründete Schneid die Studentenverbindung Academia-Eichstätt im KV, die später als K.St.V. Rheno-Frankonia nach Würzburg verlegt wurde.
Schneid verfasste zahlreiche Schriften, er gilt als ein bedeutender Vertreter der Neuscholastik.
Im Alter von 54 Jahren verstarb Schneid an einer Lungenentzündung.

## Schriftenauswahl
- Die scholastische Lehre von Materie und Form (1873, 2. Auflage 1877), Online-Ausgabe
- Aristoteles in der Scholastik (1875), Online-Ausgabe
- Die Körperlehre des J. Duns Skotus (1879), Online-Ausgabe
- Der neuere Spiritismus (1880), Online-Ausgabe
- Die Philosophie des hl. Thomas von Aquin und ihre Bedeutung für die Gegenwart (1881)
- Naturphilosophie im Geiste des hl. Thomas v. Aquin (1890), Online-Ausgabe
- Psychologie im Geiste des hl. Thomas von Aquin (1892)